# Naravna in kulturno-zgodovinska regija Kotor
Naravna in kulturno-zgodovinska regija Kotor je na Unescovem seznamu svetovne dediščine v Črni gori, in je bila vpisana leta 1979. Obsega staro mesto Kotor (italijansko Cattaro), beneške utrdbe Cattaro in okoliško območje notranjega Kotorskega zaliva.

## Opis

### Staro mesto Kotor
Staro mestno jedro Kotorja je dobro ohranjena in obnovljena srednjeveška mestna krajina z opaznimi zgradbami, vključno s stolnico svetega Trifona (zgrajeno leta 1166) znotraj mestnega obzidja.
Kotor je bil med potresom 15. aprila 1979 močno poškodovan in to je spodbudilo, da se je bilo mesto leta 1979 vpisano tudi uvrščeno na seznam ogroženosti. Po pomembni sanaciji je bilo to mesto leta 2003 umaknjeno s tega seznama.

### Obrambni sistem Kotorja
Utrdbe so sestavljene iz sistema obrambnih vojaških stavb za zaščito srednjeveškega mesta Kotor. Sestavlja ga mestno obzidje z vrati in bastijoni, okopi, ki se vzpenjajo na hrib o sv. Jovana, grad San Giovanni in podporne strukture. Medtem ko nekatere strukture segajo v rimsko in bizantinsko obdobje, je bila večina utrdb postavljena v času beneške vladavine; kasneje so Avstrijci naredili nekaj sprememb. Utrdbe so najpomembnejši vidik območja svetovne dediščine.

### Območje zaščite
Območje, ki je vključeno v dediščino, je notranji Kotorski zaliv (mimo ožine Verige) z okoliškimi gorami in mesti, zlasti Risan in Perast, poleg Kotorja. Nadalje sta del dediščine še otok  Sveti Juraj (Sveti Đorđe) in otok Gospa od Škrpjela.

## Zaščita
Leta 1979, ko je bil kraj vpisan, je bil zaradi potresne škode uvrščen tudi na Seznam ogroženosti. Zaradi usklajenih mednarodnih prizadevanj je bilo veliko tega, zlasti v zvezi z mestom Kotor, obnovljeno. Leta 2003 je bilo območje mogoče odstraniti s seznama ogroženosti.
Kraj dediščine se spopada z izzivi na več načinov. Naravne nevarnosti, kot so erozija in potresi, bodo vedno ostale grožnja. Bolj akutna je vpliv človeške dejavnosti. Tako je bilo ugotovljeno, da je določen urbani razvoj neskladen s cilji ohranjanja. Vprašanje je bil predlog za premostitev ožine Verige: predlagani most Verige med rtom Svete Nedjelje do rta Opatovo bi olajšal promet po Jadranski magistrali, ki trenutno uporablja trajektni sistem za prečkanje zaliva. Ko je bilo mesto leta 1979 vpisano, je bilo to narejeno na podlagi njegovih kulturnih vrednot. 
Unescovo poročilo o misiji za leto 2008 predlaga, naj se tudi njegova izjemna vrednost obravnava kot kulturna krajina, kar lahko privede do ponovnega razširjenega vpisa.

## Galerija
- Pogled na galerijo
- Mestno obzidje
- Bastijon